# Arctosa insignita
Arctosa insignita là một loài nhện trong họ Lycosidae.
Loài này thuộc chi Arctosa. Arctosa insignita được Tord Tamerlan Teodor Thorell miêu tả năm 1872.